# Phyciodes picta
Phyciodes picta är en fjärilsart som beskrevs av Edwards 1865. Phyciodes picta ingår i släktet Phyciodes och familjen praktfjärilar. Inga underarter finns listade i Catalogue of Life.